# Mischocyttarus veracrucis
Mischocyttarus veracrucis är en getingart som beskrevs av Cooper 1997. Mischocyttarus veracrucis ingår i släktet Mischocyttarus och familjen getingar. Inga underarter finns listade i Catalogue of Life.